# رونالد دوورکین
رونالد مایلز دوورکین (انگلیسی: Ronald Myles Dworkin; ۱۱ دسامبر ۱۹۳۱ – ۱۴ فوریهٔ ۲۰۱۳) حقوقدان، وکیل، فیلسوف و استاد دانشگاه نیویورک اهل ایالات متحده آمریکا بود.
او سهم مهمی در پیشبرد فلسفه حقوق و فلسفه سیاسی داشت و برندهٔ جوایزی همچون جایزه هولبرگ و جایزه بالزان شده‌است.